# NGC 60
NGC 60 je spirální galaxie v souhvězdí Ryb.